# Sveti Grgur
Sveti Grgur (helyi nyelvjárásban Šagargur, olaszul Isola di San Gregorio) egy sziget Horvátország partjainál az Adriai-tengerben, Rabtól északra 3 km-re.
A sziget nagy része erdővel borított. Kikötőjének neve Porat
Már a római térképeken is szerepelt Arta néven. Az idők során főként állattenyésztésre használták, majd egy rövid ideig bauxitot bányásztak itt.
1948 és 1988 között női átnevelő tábor (börtön) működött a szigeten. Manapság lakatlan, csak vadászatra használják.